# Jean-Pierre Delacroix
Pour les articles homonymes, voir Delacroix.
Jean-Pierre Delacroix est un journaliste français né le 12 septembre 1948 dans le 18e arrondissement de Paris et mort dans le 15e arrondissement de Paris le 2 juillet 2019. 
Il conjugue ses deux passions, le journalisme et le sport, qu'il vit souvent en immersion, tout en assurant des responsabilités au sein du journal Libération sans délaisser l'association qu'il a créée à sa majorité.

## Biographie
Jean-Pierre Delacroix est le fils d'un père français et d'une mère russe. Son petit-fils est Matthias Quiviger (1989-), plus connu sous le nom de Ragnar Le Breton, comédien et sportif français.
Il passe son enfance à Saint Ouen près de Paris et quitte le lycée par nécessité familiale. Autodidacte, il commence à travailler à l'âge de dix-sept ans comme ouvrier dans une usine de métallurgie. Père de famille avant ses dix-huit ans, il suit des cours du soir et par correspondance et obtient une maitrise d'éducation physique en candidat libre. Il choisit d'enseigner dans une zone sensible en banlieue parisienne et fonde à vingt et un ans une association caritative. Il crée des points de distribution de nourriture qu'il récupère auprès des grossistes des halles. 
Passionné depuis son enfance par l'écriture, il saisit l'occasion d'être embauché comme coursier au journal Libération en 1977, et propose ses premiers articles à la rubrique culture et dans le supplément hebdomadaire "Sandwich" puis devient journaliste au service des sports, qu'il contribue à créer,, « C'est sous l'impulsion de Serge July que Libération a inventé les pages consacrées à l'évènement, les pages médias, un nouveau traitement du sport avec Jean Hatzfeld et Jean-Pierre Delacroix (...) Pour mieux décrire ce monde du sport et la psychologie des sportifs, il court plusieurs marathons de Paris; s'entraine durant une semaine avec une équipe de foot professionnelle ; dispute trois rounds contre Georges Chinon à la veille de son championnat d'Europe de boxe ; tente l'escalade de « La tour ronde » dans le massif du Mont Blanc après qu'une cordée a dévissé causant la mort de plusieurs personnes ; participe à une étape « contre la montre » du Tour de France et fait écrire les cyclistes après chaque étape »,, avant d'être nommé chef du service sport en 1986. 
C'est lui qui est à l'initiative de l'interview de Michel Platini par Marguerite Duras à l'occasion de la sortie de Ma vie comme un match de Michel Platini et Patrick Mahé en 1987.
En 1981, à  la reparution du quotidien (libé2) et sur la base de nouveaux statuts, dans un contexte de « révolution culturelle » : vente d'une partie du capital à des actionnaires extérieurs ; introduction de la hiérarchie des salaires ; redéfinition d'une ligne éditoriale, il est élu président de la société des rédacteurs puis président du conseil de surveillance, gérant de la société civile des personnels de Libération (qui détient 73 % du capital) un des deux membres des sages et vice-président de la fédération française des sociétés de rédacteurs. 
En 1986, il est appelé à la direction extraordinaire et provisoire du journal Libération (la DEP, créée à l'initiative de Dominique Pouchin) pour une durée de deux ans lors d'une refonte du quotidien avant d'intégrer la rédaction en chef. Lors de son passage à la DEP il rédige, avec Christian Lionet, la charte des journalistes et le règlement intérieur. 
En 1994, dans le cadre de Libé III, il conçoit et devient responsable du cahier Métro (cahier quotidien de 8 pages concernant l'actualité de la région parisienne)
Tenant sa promesse, il démissionne en 1996 lors de la perte de la majorité du capital par les actionnaires salariés au profit des Chargeurs réunis. Affligé par la financiarisation des médias il prend ses distances avec la presse et s'occupe de l'association caritative La Chaine qu'il a fondé à sa majorité[réf. souhaitée]. 
Il renoue avec le métier qui est sa passion en devenant enseignant au centre de formation des journalistes en 2006 et 2007. Il fait en outre des reportages pour la télévision[réf. souhaitée] : Moi je et « "les gens d'ici » sur Antenne 2.
Il est lauréat du Prix Martini du meilleur article sportif, fondé en 1958, pour un article paru le 27 mai 1980 et titré « La longue marche de John Lenfer » sur la course Strasbourg-Paris ou il accompagne John Dowling, récompensant le meilleur article sportif,. En 1984, il est lauréat du Prix de la montagne décerné par Le Dauphiné libéré récompensant un écrit ayant pour thème la montagne. Cet article titré « Quand les anges n'ont pas d'aile » est publié dans Libération le 20 février 1984.

## Sources
- Libération, la biographie, Jean Guisnel (p. 136, 182, 187 à 192, 205, 217, 309)
- Archives de Libération
- Le roman vrai de Libération, Jean-Claude Perrier, 1994, (p. 136, 183, 189, 213, 236, 258, 294)